# Славутич (пункт контролю)
51°23′57″ пн. ш. 30°39′27.5″ сх. д. / 51.39917° пн. ш. 30.657639° сх. д.
Славу́тич — пункт пропуску через державний кордон України на кордоні з Білоруссю.
Розташований у Чернігівській області, Чернігівський район, поблизу села Шмаївки за 20 км від міста Славутича Київської області на автошляху Р56. З білоруського боку знаходиться пункт пропуску «Комарин» на трасі Р35 у напрямку Брагіна.
Вид пункту пропуску — автомобільний. Статус пункту пропуску — міжнародний.
Характер перевезень — пасажирський, вантажний.
Окрім радіологічного, митного та прикордонного контролю, пункт пропуску «Славутич» може здійснювати фітосанітарний, ветеринарний, екологічний контроль та контроль Служби міжнародних автомобільних перевезень.
Пункт пропуску «Славутич» входить до складу митного посту «Енергія» Чернігівської митниці. Код пункту пропуску — 10201 01 00 (11).

## Галерея

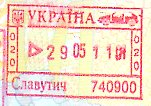
Штамп міжнародного пункту пропуску "Славутич"

.